# Bert Bijnens
Bert (Gilbert) Bijnens (Leisele, 4 augustus 1920 - Koksijde, 2010) was een Vlaams schrijver, een heemkundige actief in de kring Bachten de Kuupe en actief ijveraar voor Frans-Vlaanderen.

## Levensloop
In 1924 verhuisde het gezin naar De Panne en in 1926 naar Gent. Hij volgde er humaniora en kunstacademie. In 1939 keerde hij terug naar De Panne en werd verbonden aan de gemeentelijke dienst voor toerisme in Koksijde. Tijdens de Tweede Wereldoorlog werd hij lid van het Vlaamsch Nationaal Verbond en bediende bij de Nationale Landbouw- en Voedingscorporatie. Hij werd na de bevrijding gearresteerd als collaborateur. Na zijn vrijlating in 1948 was hij de eerste die contact zocht met de veroordeelde en in ballingschap levende priester Jean-Marie Gantois.
Bijnens werd een actieve pleitbezorger voor Frans-Vlaanderen, waar hij gebouwen en graven ging restaureren. Hij wijdde een reeks boeken en brochures aan het historisch-culturele erfgoed van de regio. Gedurende tien jaar verzorgde hij de uitgave van een Frans-Vlaams Jaarboekje (1968-1977). In 1967 kreeg hij voor zijn inzet de Visser-Neerlandiaprijs. Hij was medestichter van de regionale heemkundige kring Bachten de Kuupe. 
Bijnens was ook de auteur van een aantal wandel- en reisgidsen en bouwde de toerisme-infrastructuur in Koksijde uit. Hij maakte ook luisterspelen voor de BRT, onder meer De Kruier, en IJsland.
In 1982 werd hij opgenomen in de ludieke West-Vlaamse ridderorde van 't Manneke uit de Mane.

## Publicaties
- Zuid- of Frans-Vlaanderen, 1964.
- Frans-Vlaams Heem in Woord en Beeld, Deel I, 1978, Deel II, 1981.
- Frans-Vlaams jaarboekje', 1968-1977.